# Ellen Baker
Ellen Louise Shulman Baker (ur. 27 kwietnia 1953 w Fayetteville w stanie Karolina Północna) – amerykańska astronautka w stanie spoczynku, uczestniczka 10. grupy astronautów NASA w charakterze specjalistki misji.
Córka Mela i Claire Shulmanów, wychowywała się w Nowym Jorku. W 1974 roku otrzymała licencjat z geologii na stanowym University of Buffalo, a w 1978 roku uzyskała doktorat z medycyny na Uniwersytecie Cornella.
W 1981 roku śladami rodziców zatrudniła się w NASA jako pracownik medyczny w Centrum Lotów Kosmicznych imienia Lyndona B. Johnsona. W tym samym roku ukończyła kurs medycyny lotniczej Sił Powietrznych USA. W 1984 roku wybrana do 10. grupy astronautów, ukończyła szkolenie rok później.
Brała udział w trzech lotach wahadłowców:
1. STS-34: 18–23 października 1989 – Atlantis
2. STS-50: 25 czerwca – 9 lipca 1992 – Columbia
3. STS-71: 27 czerwca – 7 lipca 1995 – Atlantis – pierwsze dokowanie wahadłowca do stacji kosmicznej Mir i wymiana załóg.

W stan spoczynku przeszła w styczniu 2012 roku po ponad 30 latach służby.
Wyszła za mąż za Kennetha J. Bakera, mają dwie córki.
Stowarzyszenie Uczestników Lotów Kosmicznych (Association of Space Explorers) przyznało jej Universal Astronaut Insignia za lot orbitalny (nr 220).